# Кожуховичское сельское поселение
Кожуховичское сельское поселение — муниципальное образование в составе Хиславичского района Смоленской области России.
Административный центр — деревня Братковая.

## Географические данные
- Расположение: западная часть Хиславичского района
- Граничит:
  - на севере — с Корзовским сельским поселением
  - на востоке — с Иозефовским сельским поселением
  - на юго-востоке и юге — с Городищенским сельским поселением
  - на юго-западе — с Беларусью
  - на западе — с Колесниковским сельским поселением
  - на северо-западе — с Монастырщинским районом

- По территории поселения проходит автодорога Хиславичи — Мстиславль
- Крупная река: Сож.

## История
Образовано Законом от 20 декабря 2004 года.
Законом Смоленской области от 20 декабря 2018 года, к 1 января 2019 года в Кожуховичское сельское поселение были включены все населённые пункты упразднённого Колесниковского сельского поселения.

## Население
| 2007 | 2011 | 2012 | 2013 | 2014 | 2015 | 2016 |
| ---- | ---- | ---- | ---- | ---- | ---- | ---- |
| 987  | ↘781 | ↘762 | ↘750 | ↘734 | ↘706 | ↘700 |
| 2017 | 2018 | 2019 | 2020 | 2021 |      |      |
| ↘672 | ↘640 | ↘620 | ↗732 | ↘598 |      |      |

## Населённые пункты
На территории поселения находятся 26 населённых пунктов:
| №  | Населённый пункт | Тип     | Население |
| -- | ---------------- | ------- | --------- |
| 1  | Александровка    | деревня | 7         |
| 2  | Базылевка        | деревня | 0         |
| 3  | Большие Хутора   | деревня | 136       |
| 4  | Братковая        | деревня | 160       |
| 5  | Городок          | деревня | 24        |
| 6  | Городчанка       | деревня | 47        |
| 7  | Григорово        | деревня | 3         |
| 8  | Евлаши           | деревня | 1         |
| 9  | Замошье          | деревня | 1         |
| 10 | Заречье          | деревня | 33        |
| 11 | Канарщина        | деревня | 13        |
| 12 | Клюкино          | деревня | 190       |
| 13 | Кожуховичи       | деревня | 0         |
| 14 | Колесники        | деревня | 21        |
| 15 | Колобынино       | деревня | 0         |
| 16 | Мазыки           | деревня | 41        |
| 17 | Малые Хутора     | деревня | 5         |
| 18 | Милюты           | деревня | 0         |
| 19 | Октябрьское      | деревня | 91        |
| 20 | Переседенье      | деревня | 15        |
| 21 | Пожарищино       | деревня | 2         |
| 22 | Поплятино        | деревня | 13        |
| 23 | Селище           | деревня | 0         |
| 24 | Стайки           | деревня | 134       |
| 25 | Ускосы           | деревня | 28        |
| 26 | Шипы             | деревня | 6         |

Упразднённые
- деревни Бизюки, Максимовка, Селище Колесниковского сельского поселения

## Экономика
3 сельхозкооператива, 1 фермерское хозяйство.